# رامي (عسكري)
الرامي هو الشخص الماهر بإطلاق النار الدقيق. في الاستخدام العسكري الحديث يشير هذا عادةً إلى استخدام الأسلحة كالبندقية الطويلة ذات المنظار الدقيق مثل بندقية رمي معدلة (أو بندقية القنص) لإطلاق النار على أهداف عالية القيمة على مسافات أطول من المعتاد.